# Протуры (деревня)
Протуры — опустевшая деревня в Ермишинском районе Рязанской области. Входит в Азеевское сельское поселение.

## География
Находится в северо-восточной части Рязанской области на расстоянии приблизительно 14 км на юг-юго-запад по прямой от районного центра поселка Ермишь.

## История
В 1862 году здесь (тогда деревня Протур Елатомского уезда Тамбовской губернии) было учтено 47 дворов.

## Население
| 1989 | 2004 | 2010 | 2011 | 2023 |
| ---- | ---- | ---- | ---- | ---- |
| 45   | ↘9   | ↘0   | →0   | →0   |

Численность населения: 338 человека (1862 год), 559 (1914), 15 в 2002 году (русские 93 %), 0 в 2010.